# Macropsis ceylonica
Macropsis ceylonica är en insektsart som beskrevs av Chandrasekhara A. Viraktamath 1981. Macropsis ceylonica ingår i släktet Macropsis och familjen dvärgstritar. Inga underarter finns listade i Catalogue of Life.